# Palazzo Baldassarre Lomellini
Il palazzo Baldassarre Lomellini, detto anche palazzo di Cristoforo Spinola o palazzo Campanella, è un edificio storico italiano, sito in via Garibaldi 12, nel centro storico di Genova. È uno dei Palazzi dei Rolli che furono designati, al tempo della Repubblica di Genova, a ospitare gli ospiti di alto rango durante le visite di stato per conto del governo genovese.
L'edificio è fra i 42 palazzi dei rolli selezionati e dichiarati Patrimonio dell'umanità dall'UNESCO il 13 luglio 2006.

## Storia
Fu costruito a partire dal 1562 per Baldassarre Lomellini, banchiere presso re Filippo II di Spagna, su progetto di Giovanni Ponzello, "architetto camerale" di Genova e progettista di Palazzo Tursi, appartenente a Niccolò Grimaldi, genero di Baldassarre. Andrea Semino ne affrescò i saloni con storie romane. Dell'originale facciata cinquecentesca sopravvive oggi solo il portale in marmo bianco di Taddeo Carlone, che reca l’iscrizione «venturi non immemor aevi». Il suo aspetto originario è testimoniato dalle incisioni del Rubens del 1622.
Il palazzo cambiò proprietà già a fine Cinquecento, passando dapprima nelle mani della famiglia Salvago per pervenire poi nel 1772 nelle mani del Marchese Cristoforo Spinola, ambasciatore della Repubblica di Genova in Francia, che ne commissionò la ristrutturazione al genovese Emanuele Andrea Tagliafichi coadiuvato dal celebre architetto francese Charles De Wailly, per aggiornarne l'aspetto secondo il nascente gusto neoclassico. L'intervento, realizzato a partire dal 1773, portò alla realizzazione del sobrio e rigoroso atrio, del cortile porticato che sostituì l'originario giardino, e della terrazza sovrastante, ornata da padiglioni classicheggianti. L'opera più celebre fu tuttavia il cosiddetto Salone del Sole, magniloquente capolavoro di architettura e decorazione, ispirato alla reggia di Versailles alla quale il De Wailly aveva lavorato. Il suo aspetto fu documentato da quattro incisioni di Louis Jean Desprez incluse nelle tavole della voce "Architecture" dell'Encyclopédie ou Dictionnaire raisonné des sciences, des arts et des métiers de Denis Diderot et d’Alembert, e divenne fra una delle mete più prestigiose del Grand Tour, ricordato da Stendhal e Flaubert. Il salone fu sventrato dai bombardamenti del 1942, e in seguito quanto rimaneva delle originali decorazioni fu rimosso e non più ricostruito.

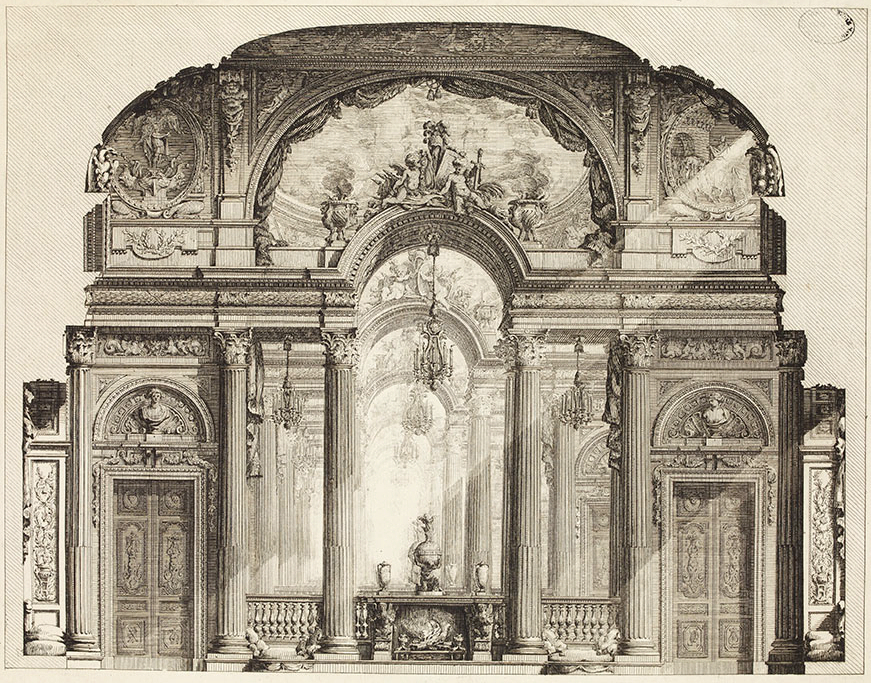
“Salone del Sole” di Charles De Wailly

Dopo un decennio di lavori, che portarono all'ampliamento dell'ala ovest ed un rinnovato decoro interno di gusto francese, lo Spinola, trasferitosi in Francia, vendette l'edificio al marchese Domenico Serra. Nel 1917 fu acquistato poi dall'armatore Tito Campanella che vi stabilì i propri uffici e ne abitò il secondo piano nobile.

## Descrizione
Oggi è aperto al pubblico il primo piano, dove è possibile ammirare, al Primo piano nobile, la sala detta degli zecchini con gli affreschi del Semino raffiguranti Storie di Scipione da Tito Livio (nella volta, la Continenza di Scipione, a sud, Incendio delle navi cartaginesi, ad ovest, Scipione alleato di Massinissa incendia gli accampamenti dei Cartaginesi e di Siface e  Scipione sconfigge i Cartaginesi ai Campi Magni e fa prigioniero Siface, a nord, Scipione rifiuta i doni, infine, ad est, Scipione dopo la presa di Cartagena onora con corone Tiberilio e Digizio e con quella d’oro l’ammiraglio Caio Lelio e Scipione incontra Annibale prima della battaglia di Zama). Al secondo piano, sopravvive una stanza con affreschi di Giovan Battista Castello "il Bergamasco" raffiguranti Storie di Enea e Didone, e una stanza di gusto romantico realizzata agli inizi dell'Ottocento da Michele Canzio.

## Galleria d'immagini

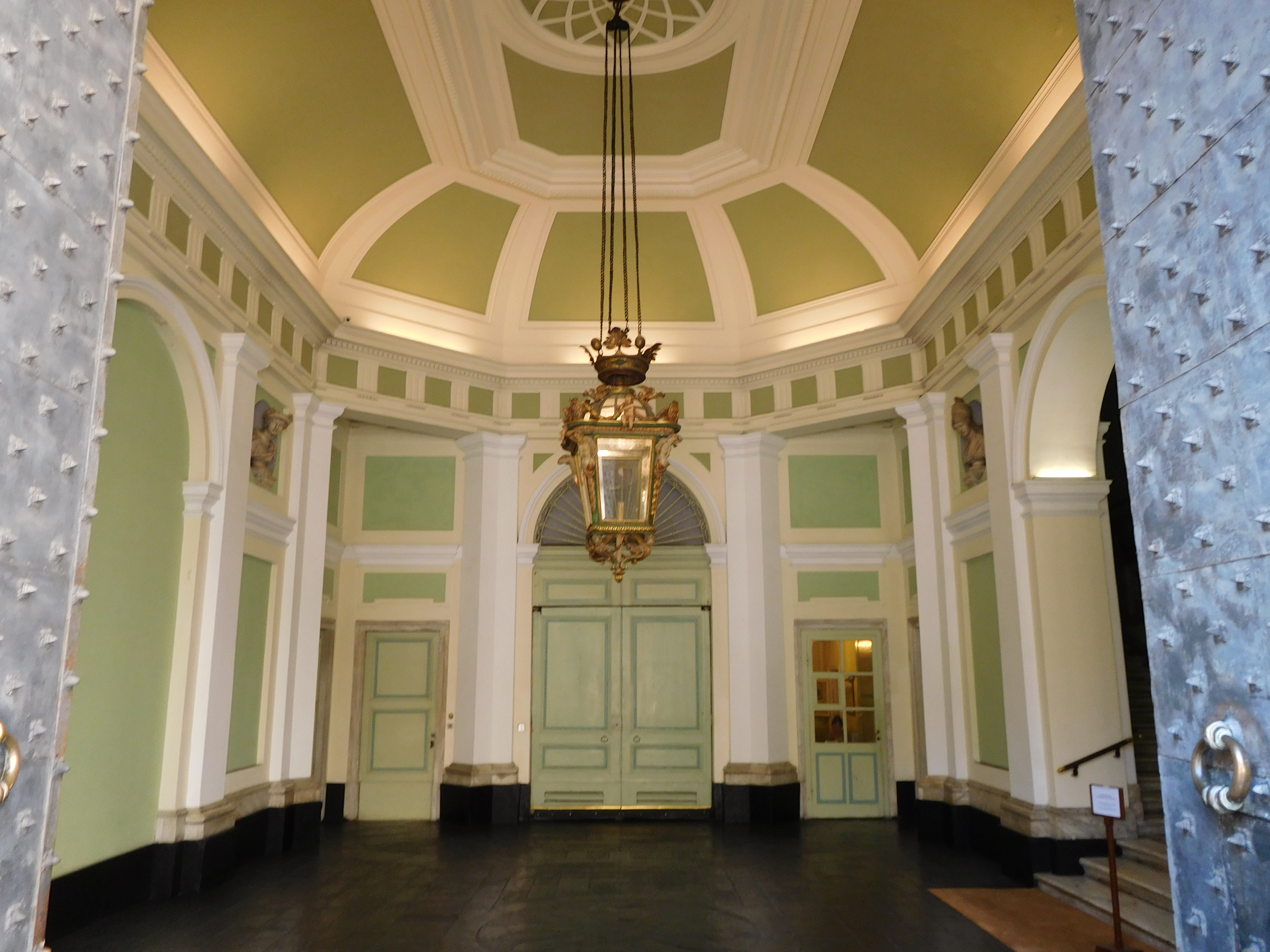
Atrio neoclassico
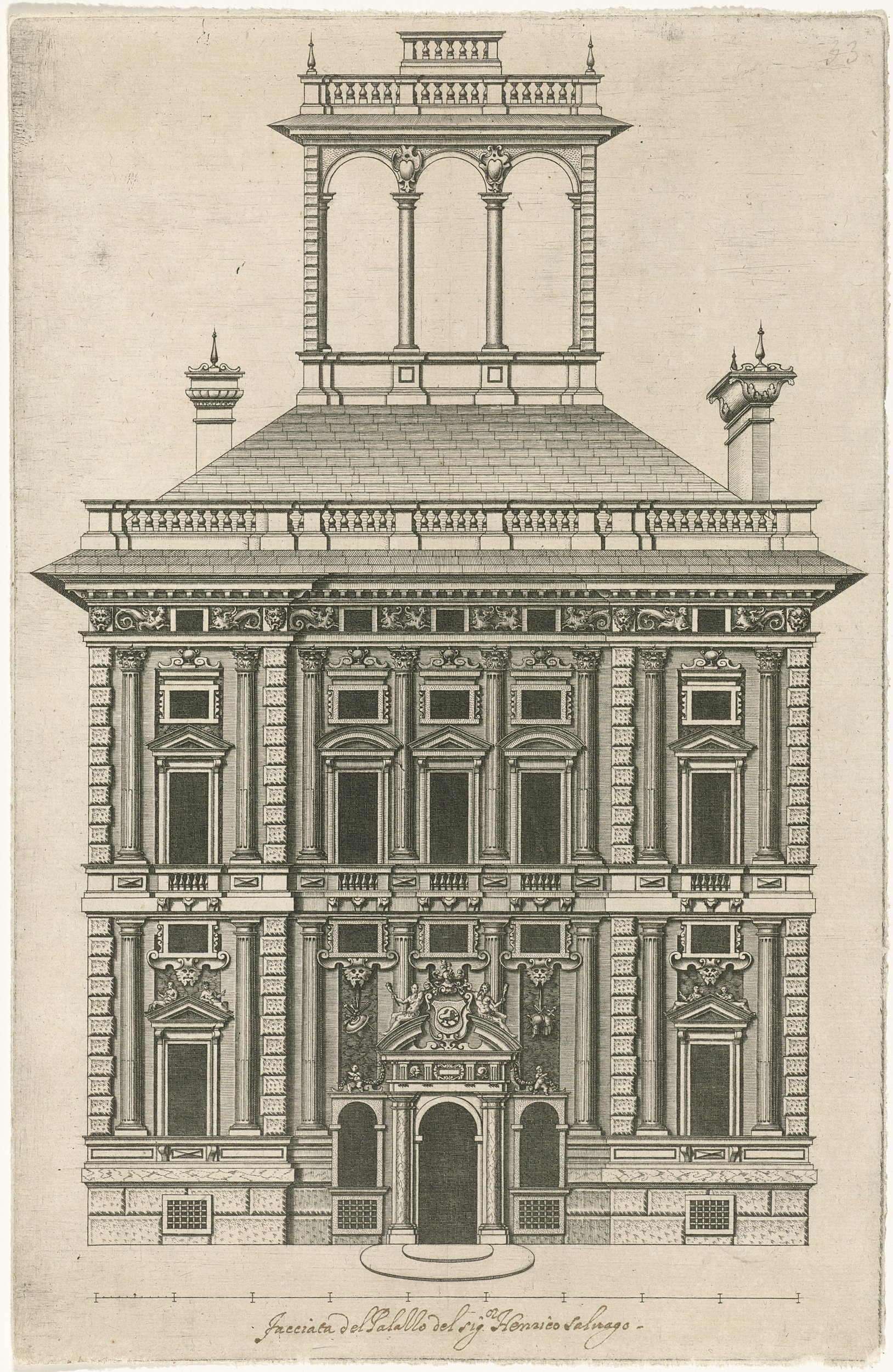
P.P. Rubens, Palazzi di Genova
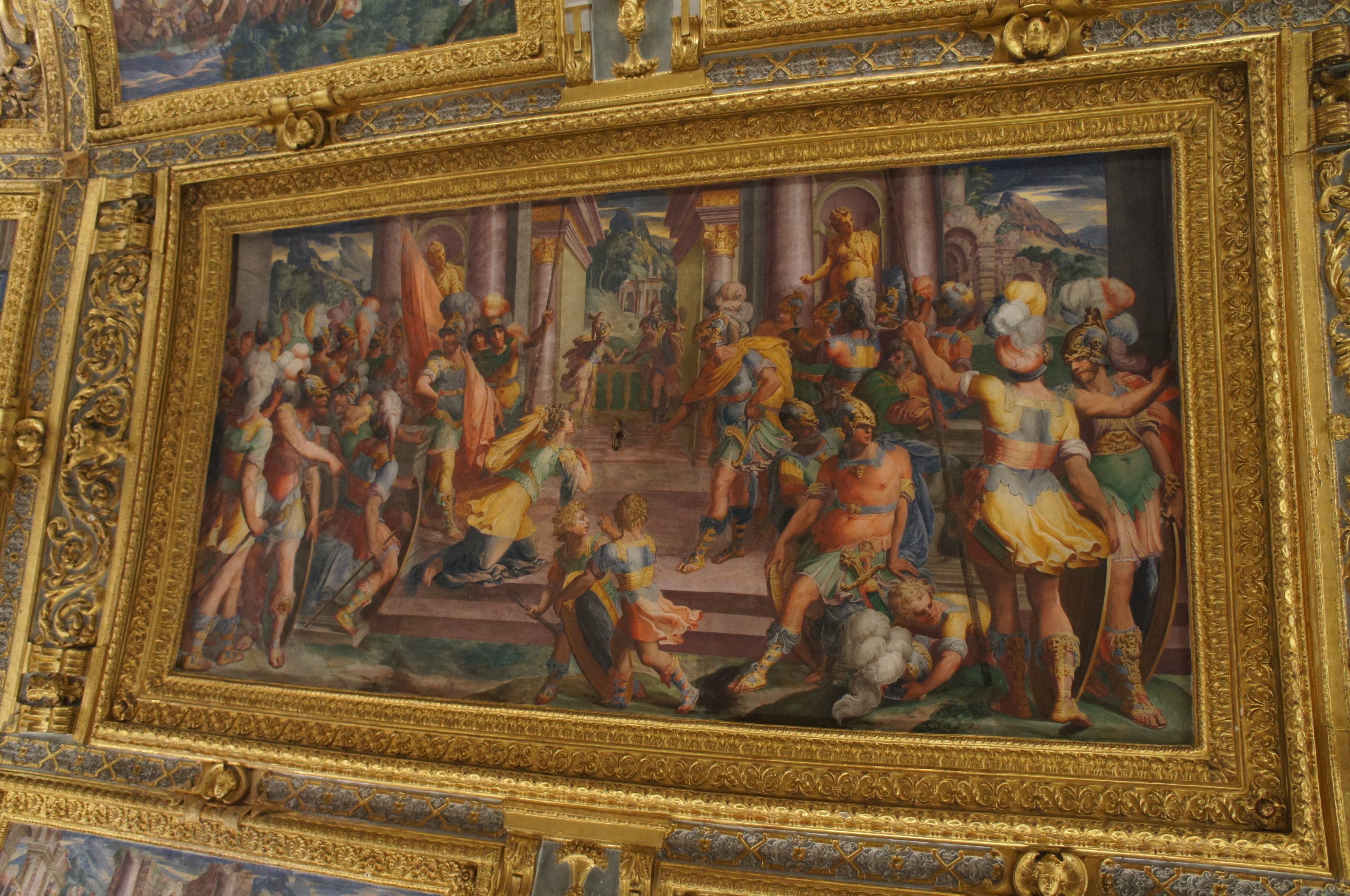
Andrea Semino, Continenza di Scipione